# Herb Ursynowa

Herb Ursynowa

Herb Ursynowa przedstawia bramę zamkową z dwiema umieszczonymi symetrycznie wieżami, nad którą widnieje patron Ursynowa – niedźwiedź, będący nawiązaniem do herbu Rawicz Juliana Ursyna Niemcewicza. Czarny niedźwiedź stoi na dwóch łapach i jest odwrócony w prawą stronę, a w prawej łapie trzyma różę.
Dolna część tła jest zielona, natomiast górne pole jest żółte. Brama jest w kolorze czerwonym.
Herb został zaprojektowany przez zespół specjalistów, w którego skład wchodzili m.in. Jerzy Nowosielski i Andrzej Kulikowski. Herb został zatwierdzony uchwałą nr 69 Rady Gminy Warszawa-Ursynów z 14 lutego 1995 w sprawie Statutu Gminy Warszawa-Ursynów.